# Herengracht (Almelo)
De Herengracht in de Nederlandse stad Almelo is een straat met een blok van 12 kenmerkende huizen de in nabijheid van huize Almelo.
De 12 gerestaureerde dienstwoningen zijn een rijksmonument.
Ze zijn in 1889 gebouwd in opdracht van Graaf van Rechteren Limpurg als woningen voor gepensioneerde werknemers. Sinds 1972 worden ze bewoond door kunstenaars en zijn in de woningen ateliers. In 1993 zijn de woningen gerestaureerd.